# Benzoesan potasu
Benzoesan potasu (E212) – organiczny związek chemiczny, sól potasowa kwasu benzoesowego, hamuje rozwój pleśni, drożdży i niektórych bakterii. Najlepiej działa w niskim pH.

## Zastosowanie
Benzoesan potasu jest używany jako konserwant do dżemów, produktów do smarowania pieczywa, produktów z chili oraz lukrowanych wiśni. Poza przemysłem spożywczym stosuje się go jako dodatek do niektórych kosmetyków.
Jest dopuszczony do użytku w Kanadzie, Unii Europejskiej i Stanach Zjednoczonych.

## Zagrożenia
U niektórych osób benzoesan potasu może wywoływać reakcje alergiczne, a także astmę, pokrzywkę oraz egzemę (wypryski). Związek ten działa drażniąco na błonę śluzową żołądka. Nie powinny go spożywać osoby uczulone na aspirynę.